# Kratka
Kratka is een geslacht van vliesvleugeligen uit de familie Pteromalidae. De wetenschappelijke naam van dit geslacht is voor het eerst geldig gepubliceerd in 1993 door Boucek.

## Soorten
Het geslacht Kratka is monotypisch en omvat slechts de volgende soort:
- Kratka circularis Boucek, 1993